# Perth (Tasmania)
Perth è una località di 2 239 abitanti del nord-est della Tasmania, in Australia, situata nella Local Government Area della Midlands Settentrionali. Si trova a 20 km a sud di Launceston, sulla Midland Highway.